# Плавающий транспортёр средний
ПТС — плавающий транспортер средний. 
Гусеничный плавающий транспортер ПТС предназначен для десантной переправы через водные преграды артиллерийских систем, колесных и гусеничных тягачей, бронетранспортеров, автомобилей, личного состава и различных грузов.

## История создания и производства

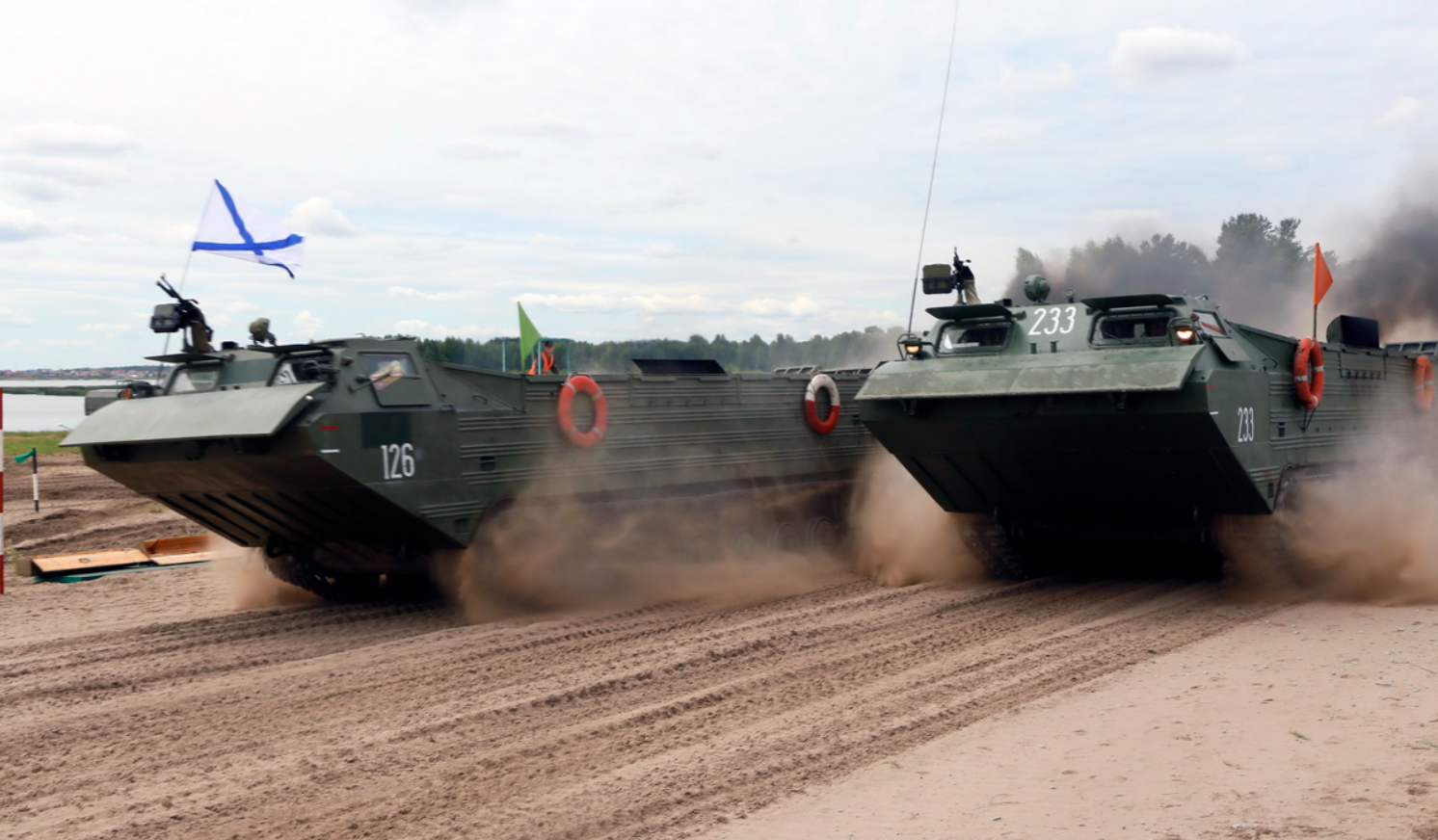
Самоходные ПТС на марше

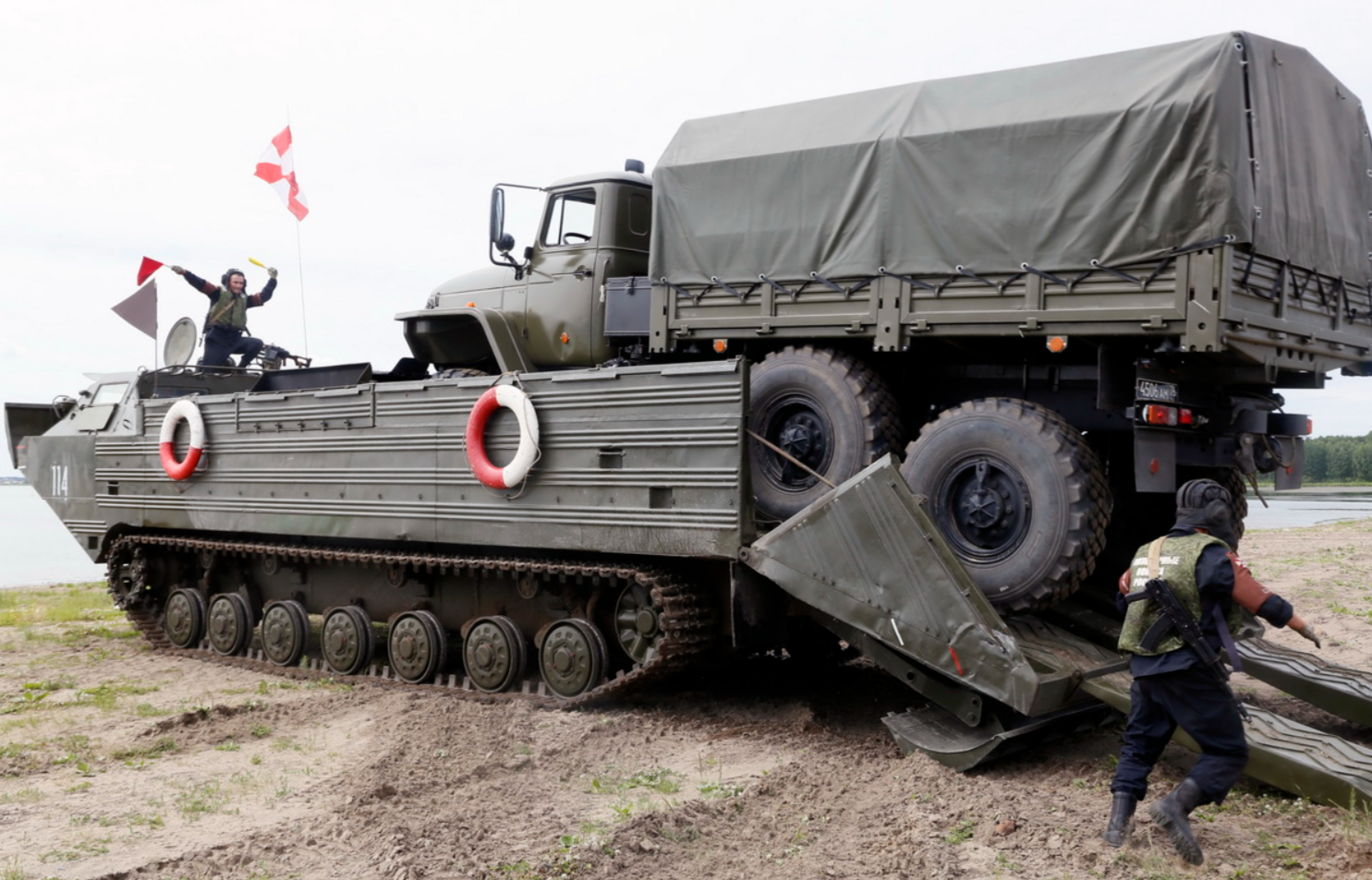
Погрузка техники перед переправой

ПТС был разработан на Крюковском вагоностроительном заводе в Кременчуге (Полтавская область) под руководством главного конструктора Е. Е. Ленциуса в 1961 году на базе агрегатов и узлов артиллерийского тягача АТС-59 и танка Т-54.

## Описание конструкции
Транспортер делится на три части: отделение управления, силовое отделение и грузовое отделение.
Площадь грузовой платформы составляет 18,5 м² (7,1 х 2,6 м), грузоподъемность на воде — 10 т и 5 т на суше.